# Matklubben
Matklubben är en svensk webbplats och community för matlagnings- och vinintresserade, startad 1999.
Webbplatsen innehåller en receptdatabas med 96 600 recept inskickade av ca 1 118 000 medlemmar samt webbforumet Matprat. Medlemskapet är gratis.
Webbplatsen drivs av företaget 203 Brands AB som är ett dotterbolag till 203 Web Group AB (Publ).